# 26682 Evanfletcher
26682 Evanfletcher è un asteroide della fascia principale. Scoperto nel 2001, presenta un'orbita caratterizzata da un semiasse maggiore pari a 2,4177835 au e da un'eccentricità di 0,1783387, inclinata di 3,13426° rispetto all'eclittica.
L'asteroide è dedicato allo studente statunitense Evan Haley Fletcher.